# Myza
Genre
Myza est un genre d'oiseaux de la famille des Meliphagidae.

## Liste des espèces
Selon la classification de référence du Congrès ornithologique international (version 6.4, 2016) :
- Myza celebensis (Meyer, AB & Wiglesworth, 1894)
  - Myza celebensis celebensis (Meyer, AB & Wiglesworth, 1894)
  - Myza celebensis meridionalis (Meyer, AB & Wiglesworth, 1896)
- Myza sarasinorum Meyer, AB & Wiglesworth, 1895
  - Myza sarasinorum chionogenys Stresemann, 1931
  - Myza sarasinorum pholidota Stresemann, 1932
  - Myza sarasinorum sarasinorum Meyer, AB & Wiglesworth, 1895